# Chevrières (Loire)
Chevrières é uma comuna francesa na região administrativa de Auvérnia-Ródano-Alpes, no departamento de Loire. Estende-se por uma área de 14,54 km². Em 2010 a comuna tinha 1 183 habitantes (densidade: 81,4 hab./km²).